# Erich Nussbaum
Erich Nussbaum (Erich Nuszbaum, n. 18 aprilie 1934, Baia de Criș, județul Hunedoara – d. 3 ianuarie 2011, București) a fost un regizor de filme documentare din România. Este autorul a peste 200 de filme documentare, în special pe teme artistice, unele din creațiile sale fiind premiate la festivalurile internaționale de film.
A urmat studii la Liceul "Decebal" din Deva și apoi la Institutul de Artă Teatrală și Cinematografică „I.L. Caragiale” din București (1952-1956).

## Filmografie (regizor)
- Albume de artă populară (1959)
- Cartea (1959)
- Joc la Flămânzi (1960)
- Ritm și construcție (1962)
- Autorii zâmbetului (1963)
- Ciucurencu (1964) - distins cu Premiul "Leul din San Marco" la Festivalul de Film Documentar de la Veneția (1965)
- Construim (1965)
- Scoarțe populare (1965)
- Brâncuși la Târgu Jiu (1966) - distins cu Premiul pentru cel mai bun film consacrat creației unui artist la Festivalul Internațional al Filmului de artă de la Paris (1967)
- Poet Nicolae Labiș (1967)
- Mihail Kogălniceanu (1967)
- Casa lui Călinescu (1968)
- Inundațiile (1970)
- Cetatea Neamțului (1971)
- Omagiu (1971)
- Monumente pe Valea Oltului (1972)
- Dialog despre frumusețe (1972)
- Mânăstirile din nordul Moldovei (1972)
- Tezaur în frescă (1973)
- Indiferență (1973)
- Aparenta nemișcare a unui transatlantic (1974)
- Muzeu și atelier (1974), co-regie cu Alexandru Boiangiu
- Grigorescu (1975)
- Dobrogea în arta plastică (1976)
- Nici pâine fără muncă (1977)
- Luchian (1978)
- Foto Topârceanu (1978)
- Prezențe artistice în cetate (1979)
- Satul milionarilor (1980)
- Continuare la un film (1981)
- Culori in Baragan (1982)
- Portretul unui actor: Toma Caragiu (1984)
- Hunedoara: obiective subiective (1985), co-regie cu Alexandru Boiangiu
- Piatra de Viștea (1986)
- Titu Maiorescu – 150 (1990)
- Brunea Fox (1991)
- Victor Brauner în România (1992)
- Ev Mediu la Sibiu (1993)
- Brăila, 625 de ani (1994)
- Destine paralele - Cioran, Ionescu, Eliade (1994)
- Să nu ne răzbunați (1994)